# Абли
Абли (фр. Ablis) — коммуна, расположенная в департаменте Ивелин на севере центральной части Франции.

## География
Коммуна Абли располагается около 90 км к юго-западу от Парижа и 75 км к юго-западу от Версаля.